# ورزشگاه دیناموی سوخومی
ورزشگاه دیناموی سوخومی (به لاتین: Dinamo Stadium) یک ورزشگاه در گرجستان است که در سوخومی واقع شده‌است.